# Église militante, souffrante et triomphante

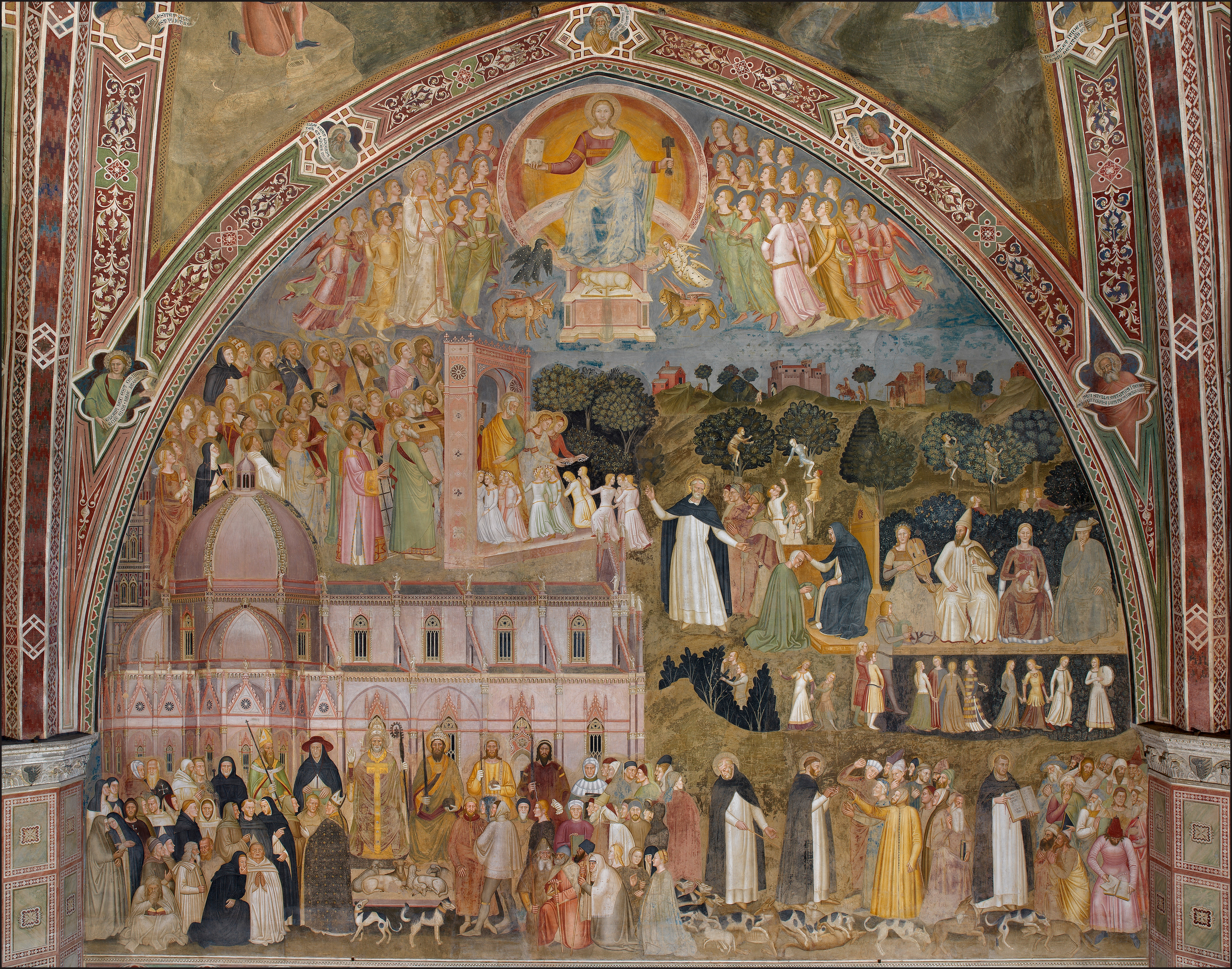
L'Église militante et l'Église triomphante, fresque d'Andrea da Firenze à Santa Maria Novella, v. 1365

Selon la théologie chrétienne, l'Église, c'est-à-dire l'ensemble des fidèles, se répartit en trois « états » :
- Église militante (latin : Ecclesia militans), aussi appelée Église pèlerine, qui se compose des chrétiens sur Terre qui luttent contre leurs propres péchés et pour la diffusion du message évangélique.
- Église souffrante (latin : Ecclesia dolens), également appelée Église pénitente (latin : Ecclesia poenitens) ou Église en attente (latin : Ecclesia exspectans), qui, dans la théologie de l'Église catholique, comprend les chrétiens au purgatoire.
- Église triomphante (latin : Ecclesia triumphans), qui se compose de ceux qui ont la vision béatifique et sont au ciel.

Dans la théologie catholique, ces divisions sont connues sous le nom de « trois états de l'Église ». Le Catéchisme de l'Église catholique déclare que « certains de ses disciples sont des pèlerins sur terre. D'autres sont morts et se purifient, tandis que d'autres encore sont dans la gloire, contemplant en pleine lumière le Dieu tel qu'il est ». Ces « trois états » ont un lien direct avec la doctrine de la communion des saints et des fins dernières. Bien que les chrétiens puissent être physiquement séparés les uns des autres par la barrière de la mort, ils n'en restent pas moins unis les uns aux autres dans une seule Église.
Dans la théologie protestante, qui rejette la doctrine du purgatoire, il n'existe que deux états de l'Église : militante et triomphante.

## Étymologie

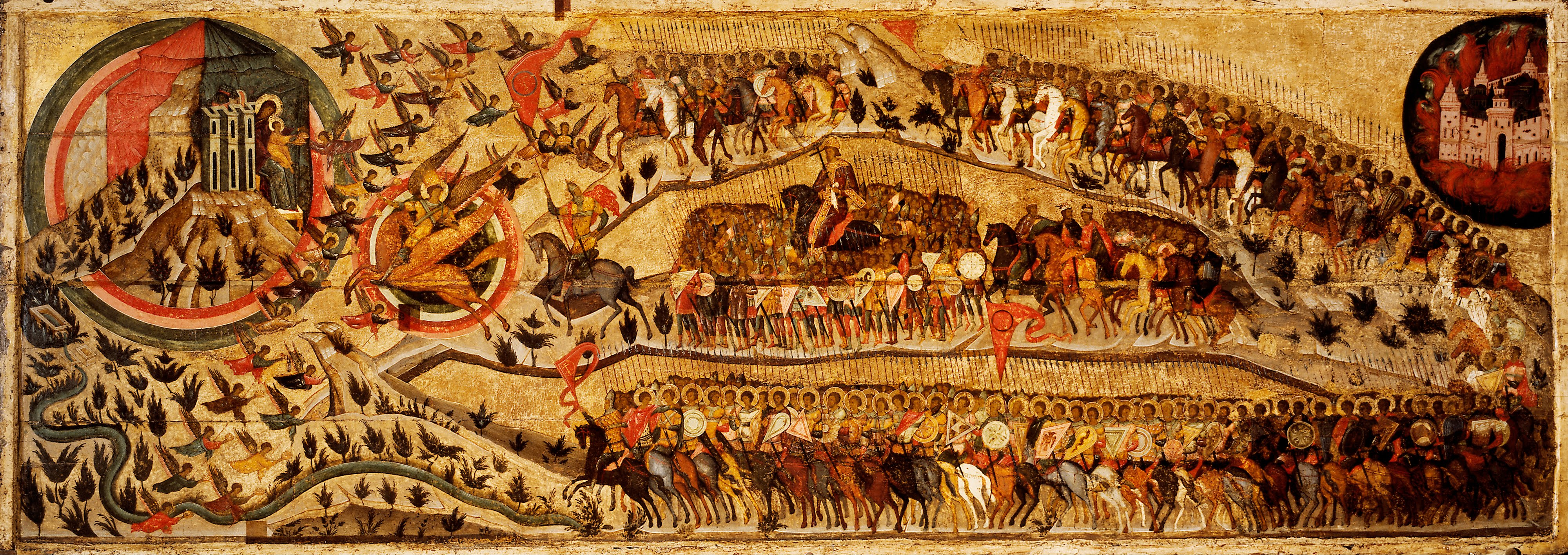
Bénis soient les guerriers du Roi des cieux, l'une des plus grandes icônes existantes, galerie Tretiakov, Moscou.

### Militante
Le terme militante (latin : militans) a un sens premier de « être un soldat, effectuer un service militaire », mais il a acquis un sens secondaire , « servir, effectuer un service, travailler », avec sa racine milito venant à signifier "soldat du Christ ou de Dieu" dans l'usage latin médiéval. Les membres de l'Église militante, c'est-à-dire les chrétiens de la Terre, sont engagés dans un combat spirituel contre le péché afin que, lorsqu'ils meurent, ils puissent entrer ciel et rejoindre l'Église triomphante. A défaut de cela, ceux qui croient en l'existence du purgatoire espèrent mourir en état de grâce rejoindre l'Eglise souffrante, se purifier de leurs imperfections et, finalement, rejoindre l'Eglise triomphante.

### Souffrante
Le terme souffrante (latin : dolens) met l'accent sur l'expérience des âmes au purgatoire, qui subissent les conséquences temporaires de leurs péchés à effet rédempteur.
Le terme pénitente (latin : poenitens signifie « se repentir, être désolé ». Les âmes de l'Église pénitente sont au purgatoire pour satisfaire la partie de la peine temporelle due pour leurs péchés qui n'a pas été satisfaite avant la mort. Elles se purifient de leurs imperfections avant d'entrer au ciel. 
Enfin, en attente (latin : exspectans), souligne que les âmes du purgatoire attendent la vision béatifique du ciel.

### Triomphante
Le terme triomphante (latin : triumphans), signifie "exultant, se réjouissant excessivement", tiré d'un usage figuré de triumphus , désignant à l'origine le triomphe romain. Les âmes de l'Église triomphante se réjouissent éternellement dans la gloire de Dieu, à qui elles sont unies dans une vision béatifique.

## Utilisation dans les Églises chrétiennes

### Église catholique
L'Église catholique célèbre l'Église triomphante et l'Église pénitente dans sa liturgie sur deux jours consécutifs : la Toussaint le 1er novembre (l'Église triomphante) et la Toussaint le 2 novembre (l'Église pénitente).
Ces termes ne sont pas utilisés dans le Catéchisme de l'Église catholique. Cependant, l'enseignement que ces termes représentent est précisément rappelé, citant Lumen gentium :

« Les trois états de l'Église . "Quand le Seigneur viendra dans la gloire, et tous ses anges avec lui, la mort ne sera plus et toutes choses lui seront soumises. Mais à l'heure actuelle, certains de ses disciples sont des pèlerins sur la terre. D'autres sont morts et se purifient, tandis que d'autres encore sont dans la gloire, contemplant 'en pleine lumière, Dieu lui-même trinitaire et un, exactement tel qu'il est'. (CEC 954, citant LG 49. Traduction de traduction) »

### Église luthérienne
Eric Lund, un professeur de la Fédération luthérienne mondiale, a décrit une analogie reliant l'Ancien Testament au Nouveau : " Dieu a ordonné que deux autels soient placés dans le tabernacle. Le feu a été transféré de l'extérieur vers l'intérieur. Dieu a aussi assemblé une église double : l'église militante et l'église triomphante. Le feu de l'amour sera un jour transféré de l'église militante à l'église triomphante."  Ainsi, au sein du luthéranisme, « cela s'appelle l'Église militante, qui dans cette vie combat encore, sous la bannière du Christ, contre Satan, le monde et la chair ». De même, "C'est ce qu'on appelle l'Église triomphante, qui, étant transférée au repos céleste, et soulagée du travail du combat, et du danger d'être vaincue dans le ciel contre toutes les puissances rivales."  Heinrich Schmid, un théologien luthérien, explique que l'Église militante tire son nom du combat spirituel, citant « Ephesians 6:10 NRSV » :10, « 1 Peter 5:8–9 NRSV », « 1 John 5:4 NRSV », « Romans 7:14 NRSV » :14 et « Galatians 5:17 NRSV » :17 ; il déclare en outre que l'Église triomphante tire son nom de la victoire spirituelle, citant « Revelation 2:10 NRSV », « Revelation 4:4 NRSV » et « Revelation 7:9 NRSV ».

### Communion anglicane
Les anglicans croient que "... l'Église sur la terre est unie à l'Église au ciel ("sanctorum communio"). Ils parlent de « l'Église militante ici-bas » et de l'Église triomphante au ciel. Ils adorent Dieu avec les anges et les archanges, et avec toute la compagnie des cieux. ' 

### Églises méthodistes
L'Église épiscopale méthodiste africaine, qui fait partie du Conseil méthodiste mondial, définit l'Église militante comme "engagée dans une guerre constante contre le monde, la chair et le diable, et à cet égard se distingue de l'Église triomphante". Il définit l'Église militante comme incluant toutes les dénominations chrétiennes, parmi lesquelles le méthodisme, le presbytérianisme, les églises baptistes, congrégationalistes et l'anglicanisme. De la même manière, il définit l'Église Triomphante comme existant "dans les cieux, et composée de ceux qui ont lavé leurs robes et les ont rendues immaculées et pures dans le sang de l'Agneau ".
Dans la théologie méthodiste, « la communion exprimée à l'Eucharistie n'est pas seulement au sein de l'Église militante, mais entre l'Église militante et l'Église triomphante » .

## Utilisations profanes
Le concept de l'Église en deux états a été adapté par Anatoly Lunacharsky pour faire la distinction entre une culture socialiste du futur (Ecclesia triumphans) et une culture prolétarienne luttant dans le présent contre le capitalisme (Ecclesia militans). Cette approche théorique a été utilisée dans le développement de Proletkult.